# NGC 2711
NGC 2711 je galaksija u zviježđu Raku.

## Vanjske poveznice
- SEDS: NGC 2711